# Maria Isabel Lopez
Maria Isabel Lopez est une actrice philippine.

## Biographie
Elle a remporté le concours de beauté Binibining Pilipinas Universe en 1982. Elle représente les Philippines à Miss Univers en 1982 à Lima au Pérou. Elle tourne son premier film en 1983. Elle était dans le casting original de Working Girls (1984).

## Filmographie
- 1985 : Silip
- 2009 : Kinatay